# 小行星3029
小行星3029（3029 Sanders）是一颗围绕太阳公转的小行星。1981年3月1日，舒爾特·巴斯在赛丁泉山发现了此天体。
該小行星以美國天文學家傑弗瑞·D·桑德斯（Jeffrey D. Sanders）命名。
这颗小行星的绝对星等为268.94815等。